# 中车洛阳机车
中车洛阳机车，原名铁道部洛阳机车工厂。是位于中华人民共和国河南省洛阳市的一家轨道交通装备企业，隶属于中国中车股份。公司总占地面积240多公顷，有职工5000余人，其中专业技术人员 500余人，具有中、高级职称 400 余人。

## 历史
在几十年的发展历程中，洛阳机车工厂先后经历了蒸汽机车配件生产、蒸汽机车检修、内燃机车检修、电力机车检修和工程机械制造等多次产品结构调整。
1958年，郑州铁路局筹建“郑州铁路局洛阳机车配件制造厂”。1969年，铁道部为加强中原地区机车修理能力，把牡丹江机车工厂的部分设备和人员分迁到洛阳，在洛阳机车配件制造厂基础上，建立“郑州铁路局洛阳机车厂”。同年开工扩建。一九七三年五月改为部直属工厂，继续建设。在迁建中，采取边搬迁、边基建、边生产的方针，发扬艰苦创业的精神，在分迁的当年就修出30台机车，是搬迁、建厂、投产较快的一个工厂。采取这样一些建厂办法，由老厂为新厂输送人员，培训职工，制造非标准设备、专用设备和工装模具，老厂成熟的产品和成熟的工艺移植到新厂，或者将老厂试制的新产品和经过实践考验的新工艺转到新厂，做到建成一部分投产一部分，边建设、边生产。新厂的建设以老厂为“种子”，实质上是老厂的延伸和发展，收到了节约投资，建设顺利，投产较快的效果。
1983年9月，洛阳机车厂新建了内燃机车修理系统，承担北京型内燃机车的修理。 2008年，中国南车为优化资源配置，提升核心竞争力，对洛阳、襄樊两公司实施战略整合，成立了新洛阳公司。 2010年12月26日，洛阳机车厂开始检修和谐型电力机车，年产量200台以上，包括：和谐D1型，和谐D1B,和谐D1C三种型号。还为广州地铁、上海地铁生产了轨检车，为香港地铁生产检测车（签约）；为宝鸡车辆厂配套生产了轨检车转向架；为郑州地铁生产地铁车辆的厂房已经建成。